# 第七世达赖喇嘛
格桑嘉措（藏語：བསྐལ་བཟང་རྒྱ་མཚོ་，威利转写：bskal bzang rgya mtsho，THL：kel zang gya(m) tsho；1708年—1757年），藏傳佛教格魯派領袖，第七世達賴喇嘛。康区理塘人，父亲索南达结。
西藏三大寺认定他为仓央嘉措的转世灵童，隐瞒了拉藏汗。1715年（康熙五十四年）在理塘出家。1716年（康熙五十五年），青海罗卜藏丹津把他迎到塔尔寺。1720年（康熙五十九年），清兵两路入西藏，册封格桑嘉措为達賴喇嘛。次年在布达拉宫坐床，拜五世班禅为师，授沙弥戒，取名洛桑格桑嘉措。从班禅学习《菩提道次第广论》等，后来入哲蚌寺学习经文。1727年，五世班禅为他授比丘戒。同年西藏发生阿尔布巴和隆布鼐、扎尔鼐谋杀康济鼐事件。清廷为防止准噶尔乘机来犯，1728年十二月，迁居理塘避祸。1730年，奉雍正帝诏书移居泰寧惠远寺。1735年，回到拉萨管理宗教事务。1750年，配合清政府平定珠尔默特那木扎勒之乱。1751年，朝廷頒布《西藏善后章程》，首次正式规定了达赖喇嘛的世俗权力，噶倫的權力則被削減。1757年在布达拉宫圆寂。